# 国道56号線 (アメリカ合衆国)
国道56号線は、ミズーリ州カンザスシティからニューメキシコ州スプリンガーに至る、アメリカ合衆国の一級国道である。

## 終端
2004年現在、国道56号線は東端であるミズーリ州カンザスシティにおいて国道71号線に接続している。また、西端であるニューメキシコ州スプリンガーにおいて州間高速道路25号線に接続している。

## 通過州
国道56号線は、以下の州を通過する。
- ミズーリ州
- カンザス州
- オクラホマ州
- ニューメキシコ州

## 主要通過都市
- ミズーリ州カンザスシティ
- カンザス州ドッジシティ

## 接続路線
- 国道156号線 (アメリカ合衆国)